# Tjuvtjärnen, Västerbotten
Tjuvtjärnen är en sjö i Umeå kommun i Västerbotten och ingår i Umeälven-Hörnåns kustområde.